# Omar Sosa
Omar Sosa (ur. 10 kwietnia 1965) – urodzony na Kubie kompozytor i pianista jazzowy.

## Biografia[1]
Urodzony w Camagüey na Kubie Sosa rozpoczął swoją karierę przez naukę gry na marimbie. Później w szkole muzycznej zmienił instrument na fortepian. Jazzu uczył się w Escuela Nacional de Musica w Hawanie. W 1993 roku przeniósł się do Quito w Ekwadorze, dwa lata później zamieszkał w San Francisco w USA. W Ameryce mocno zaangażował się w rozwój lokalnej sceny latin jazzu i rozpoczął wieloletnią współpracę z perkusistą Johnem Santosem. Nagrał kilka płyt z producentem Gregiem Landau, m.in. przełomowy album zatytułowany Oaktown Irawo. Około roku 1999 Sosa przeniósł się do Barcelony w Hiszpanii.
W styczniu 2011 Omar Sosa został nagrodzony podczas 10. gali Annual Independent Music Awards – jego płyta Ceremony otrzymała nagrodę w kategorii „album jazzowy”. Wielokrotnie nominowany do nagrody Grammy.
Omar Sosa 30 sierpnia 2015 r. wystąpił na ostatnim koncercie XXI Międzynarodowego Plenerowego Festiwalu Jazz na Starówce.

## Styl
Omar Sosa grywał z wieloma muzykami na całym świecie, często zdarza mu się współpracować z muzykami spoza stylistyki afro-cuban jazzowej. W swojej twórczości Sosa wskazuje na inspiracje czysto jazzowe, często używa latynoskiej rytmiki, północno-amerykańskich instrumentów perkusyjnych a także rapu i melorecytacji. Zdarza mu się odwoływać też do muzyki klasycznej. Omar Sosa sam określa swoją muzykę jako wyraz humanizmu i Santerii (afroamerykański kult pochodzenia karaibskiego). Paleta brzmień rozciąga się od łagodnych melodii, przez latynoski big band, improwizacje fortepianowe, world music aż do free jazzu i ogólnie pojętej awangardy muzycznej.

## Dyskografia
- Omar Omar (1997)
- Free Roots (1997)
- Nfumbe (1998)
- Spirit of the Roots (1999)
- Inside (1999)
- Bembón (2000)
- Prietos (2001)
- Sentir (2002)
- Ayaguna (2003)
- A New Life (2003)
- Pictures of Soul (2004)
- Aleatoric EFX (2004)
- Mulatos (2004)
- Ballads (2005)
- Mulatos Remix (2006)
- Live à FIP (2006)
- Promise (2007)
- D.O. - A Day Off (2007)
- Afreecanos (2008)
- Calma (World Village/Harmonia Mundi, 2011)
- Alma (2012)
- Eggun: The Afri-Lectric Experience (2013)
- Senses (2014)
- Ilé (2015)
- Jog (2016)
- Eros (2016)
- Transparent Water (2017)